# Veteris et Novi Testamenti nova translatio
Veteris et Novi Testamenti nova translatio fue una biblia en latín encargada al dominico y judío converso Sanctes Pagnino, por encargo del Papa León X.

## Traducción y características
Empleó 25 años en su traducción de la Biblia, Veteris et Novi Testamenti nova translatio, publicada en 1527. y fue la primera en dividir el texto en versículos numerados. Era el llamado «conteo arcaico», dado que la división se basaba principalmente en «A B C D», que intentaba poder usar como punto de referencia alguna parte de un capítulo.
Se imprimió en Lyon. Era la primera que se hacía al latín desde la Vulgata de San Jerónimo. Siendo la segunda nueva traducción de la biblia latina, siendo la Nova Vulgata la tercera
Era una versión muy literal en el texto hebreo, que constituyó un punto de referencia entre los humanistas de la época y que fue reimpresa varias veces. 
Esta traducción fue revisada y anotada por el español Miguel Servet, en 1542.

## Legado
Esta Biblia, fue y todavía es una pieza hermosa de traducción Biblia y humanista. Hoy día, el tiempo borró esta Biblia de la mente de los católicos y protestantes, pero es indudablemente es conocida por haber sido una de las mejores traducciones del antiguo testamento, dado que hacer ese tipo de apego al hebreo era algo extremadamente difícil, que pocos han podido imitar.